# Pont de Varennes-Montsoreau
Le pont de Varennes-Montsoreau est un pont routier en acier qui franchit la Loire entre les communes de Montsoreau et Varennes-sur-Loire (Maine-et-Loire). Il fut achevé et ouvert à la circulation en 1917. Il fait partie des plus longs ponts de France avec ses 600 mètres de longueur (100e position) et une portée principale de 50 mètres (174e position). 
Il est situé dans le périmètre du Val de Loire inscrit depuis 2000 sur la liste du patrimoine mondial de l’UNESCO et classé Natura 2000.

## Localisation
Le pont relie les communes de Montsoreau en rive gauche et Varennes-sur-Loire en rive droite ainsi que les deux routes départementales qui les traversent et longent la Loire, la D947 sur la rive gauche et la D952 sur la rive droite (la route que porte le pont est numérotée D952A). Le pont est situé au sud-est du département de Maine-et-Loire, à la limite du département d'Indre-et-Loire, à 2,5 km de la confluence entre la Loire et la Vienne, premier pont en aval de celle-ci. Les ponts suivants en aval sont à Saumur avec le pont ferroviaire puis les deux ponts routiers de chaque côté de l'île d'Offard (pont des Cadets et pont Cessart), situés à une douzaine de kilomètres. Le premier pont en amont est le pont de Port-Boulet, à une dizaine de kilomètres.

## Histoire
Dès la deuxième moitié du XIXe siècle, l'idée de relier Montsoreau à Varennes-sur-Loire émerge, mais est repoussée à de nombreuses reprises, en 1881, 1886, 1889, 1896. Jusqu'à ce que le préfet de Maine-et-Loire décide en 1901 d'accompagner les « deux cantons dont les opinions sont franchement républicaines et qui sont, peut-être quelque peu sacrifiés par la majorité réactionnaire du Conseil général ». Toutefois, les travaux ne commencent qu'en octobre 1911, et il ne sera finalement ouvert à la circulation qu'en 1917 en raison d'une accumulation de retards dus à des crues ou à un manque de main-d'œuvre. 
L'armée française le fait partiellement sauter le 19 juin 1940 face à l'avancée allemande lors de la défense de la Loire.
Il est reconstruit pendant l'Occupation. Comme tous les ponts de la Loire, il subit les bombardements aériens alliés après le débarquement de Normandie. Il est partiellement détruit dans la nuit du 13 juin 1944, malgré la DCA installée aux abords du pont.
Les Allemands construiront un pont provisoire en bois le 27 juin à Gaure. La partie détruite est reconstruite à l'identique après-guerre. 
En 1986 sa destruction est envisagée afin de l'élargir. 
En septembre 2017, les villages de Turquant, Varennes-sur-Loire et Montsoreau fêtent le centenaire de l'ouverture du pont à la circulation.

## Galerie photos

Pont de Varennes-Montsoreau
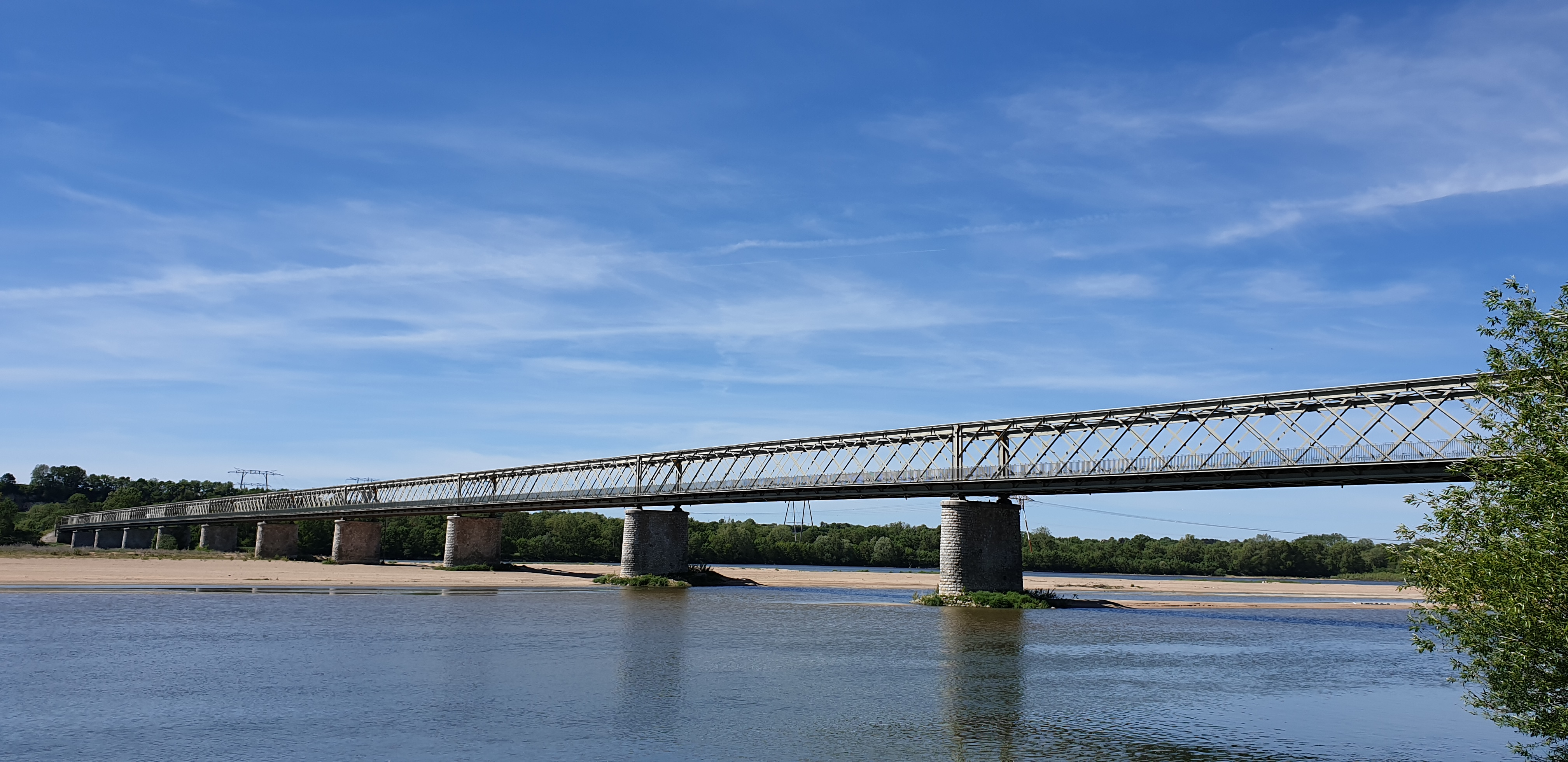
Vu de la rive droite amont.
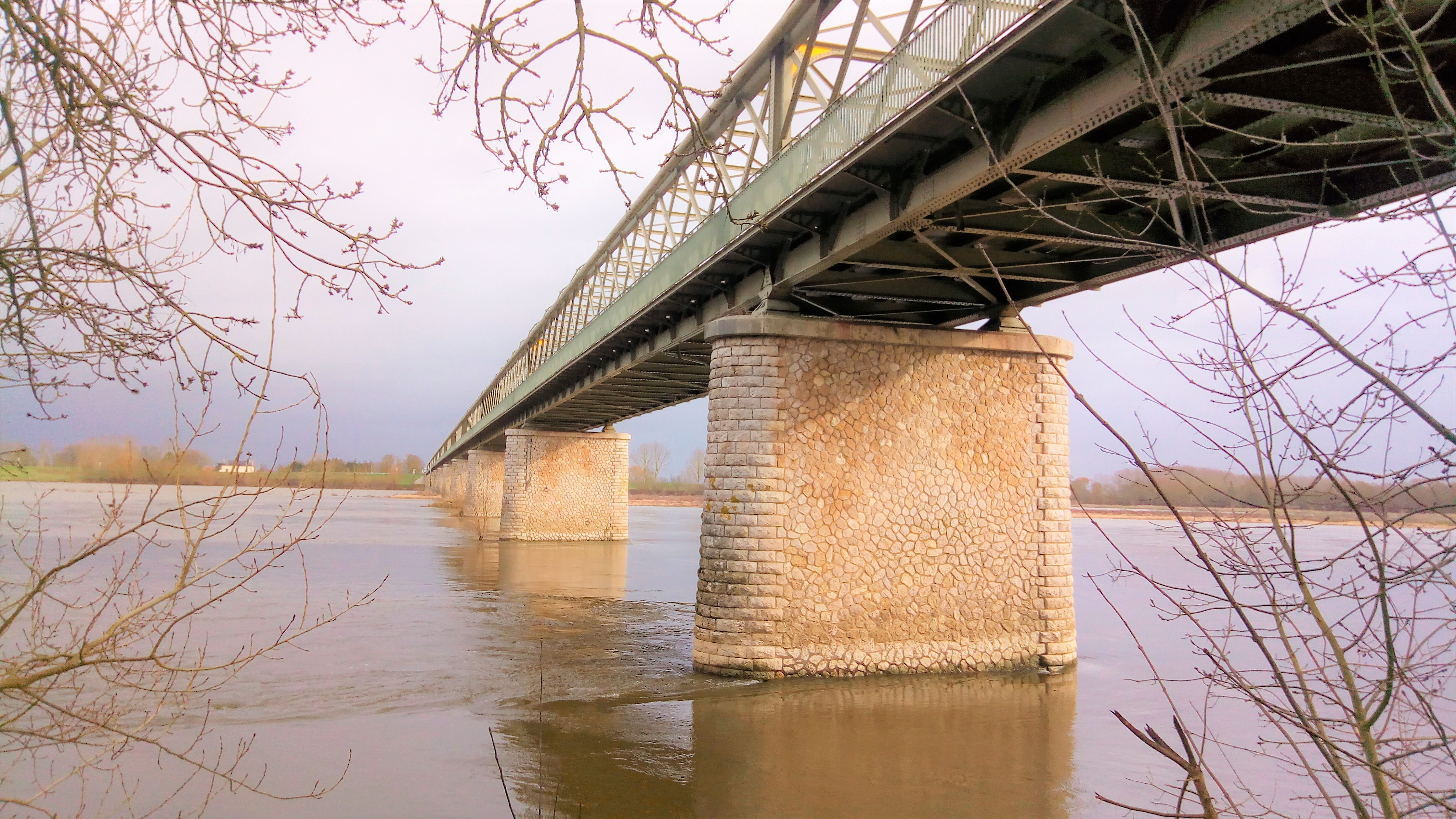
Vu de dessous.
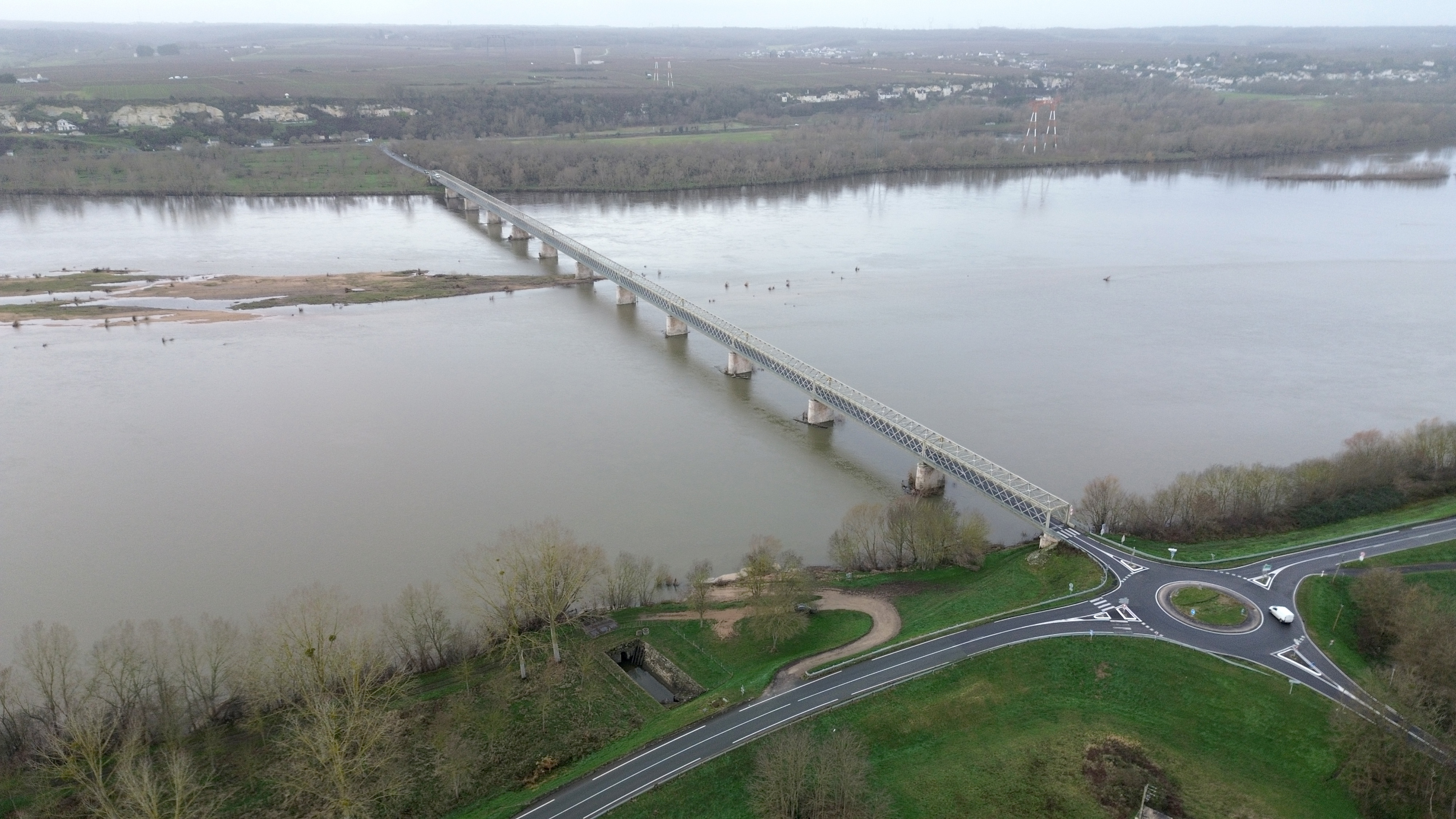
Vue aérienne depuis la rive droite.
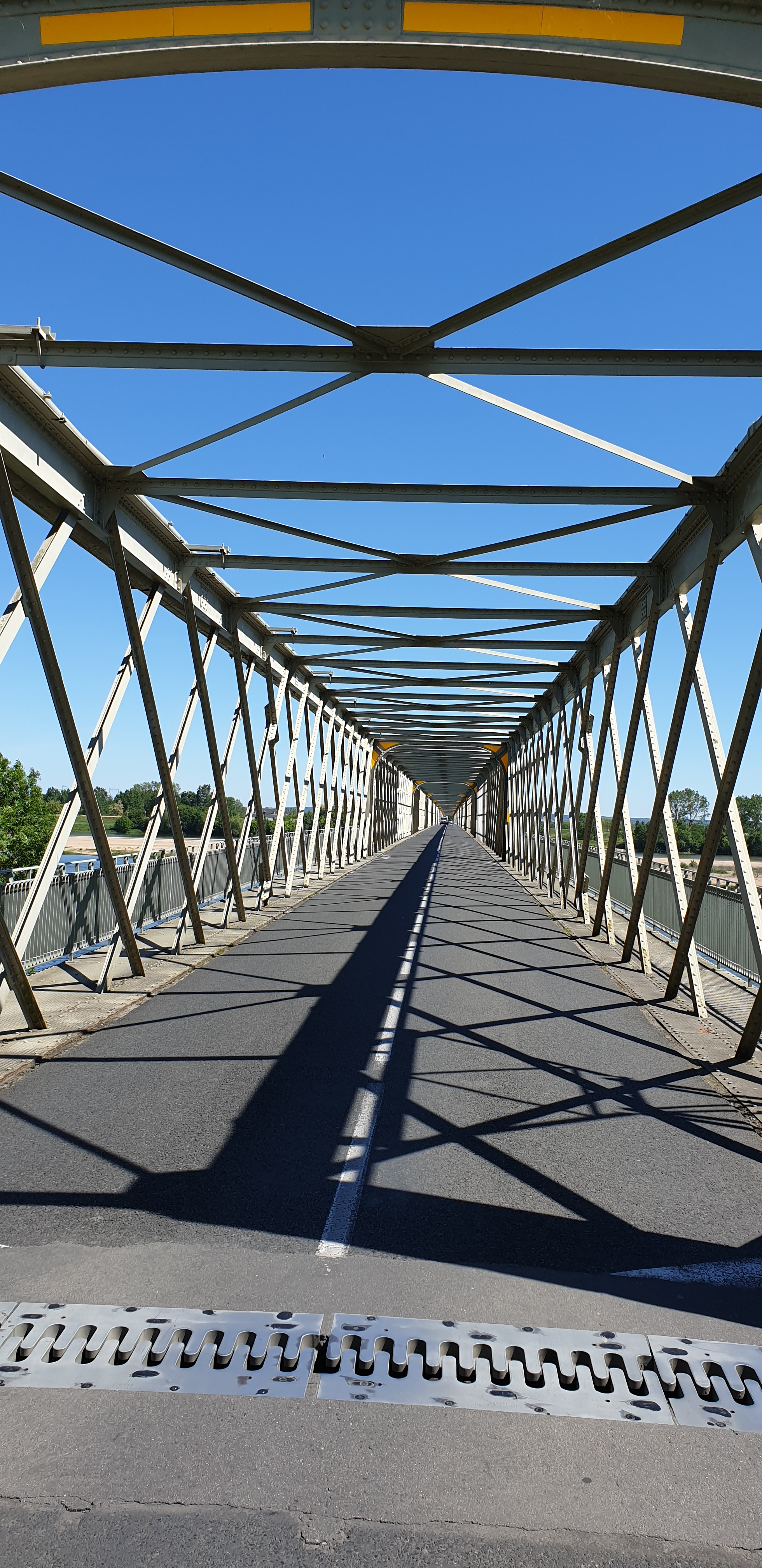
Vue en enfilade.
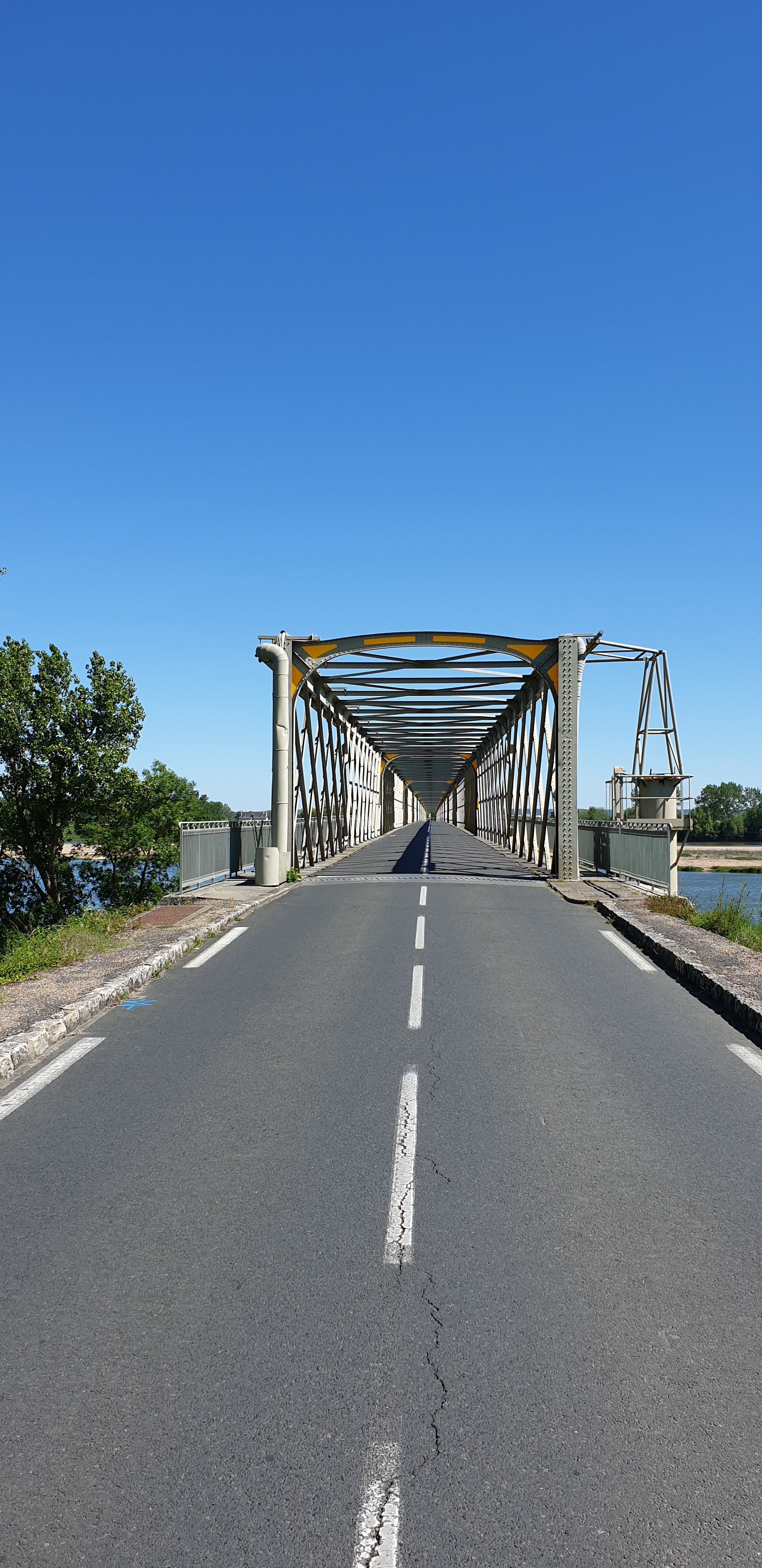
Entrée rive gauche.